# Thomas Hervé
Pour les articles homonymes, voir Hervé.
 (janvier 2020).
Si vous disposez d'ouvrages ou d'articles de référence ou si vous connaissez des sites web de qualité traitant du thème abordé ici, merci de compléter l'article en donnant les références utiles à sa vérifiabilité et en les liant à la section « Notes et références ».
Thomas Hervé, né le 14 novembre 1968 à Boulogne-Billancourt (Hauts-de-Seine), est un journaliste, chroniqueur et animateur de télévision français.

## Biographie et parcours
Titulaire d'une maîtrise de marketing-pub du Celsa, il débute comme intervenant dans l’émission Capital en 1992.
En 1995, date du départ d'Anne Magnien, il coanime aux côtés de Christian Blachas l'émission Culture Pub sur M6 pendant neuf ans.
Il a également passé trois saisons sur La Cinquième en tant qu'animateur de Business Humanum Est.
À partir de 1996, il anime Toutes les télés une fois par mois sur M6, puis La nuit du net (direct de 4 heures tous les trimestres).
Il quitte l’équipe de Culture Pub en 2004 et rejoint les chroniqueurs de Ça balance à Paris.
Il anime également un journal de la pub en 2005, sur I-Télé.
Il participe, depuis 2004 au bloc-notes culturel de Télématin deux fois par semaine, remplaçant épisodiquement le présentateur vedette entre 2012 et 2017.
Il animait depuis 2011 une émission mensuelle de décryptage du marketing politique Com' en politique sur la chaîne parlementaire.
Présent à la radio à partir de 2001 sur France Inter dans l’émission de Laurent Lavige Playlist durant deux saisons, puis en 2003 dans l’équipe du Fou du roi sous la houlette de Stéphane Bern pendant trois saisons.
En 2006/2007, il a également participé à l'émission On va s'gêner de Laurent Ruquier sur Europe 1.
En 2013, il participe au lancement de la version française de l'émission belge On n'est pas des pigeons ! diffusée sur France 4.
En 2014, il officie 3 mois en tant que chroniqueur dans l'émission de Cyril Hanouna sur Europe 1, Les Pieds dans le plat.
En 2017, il est chroniqueur dans l'émission Ça balance à Paris sur Paris Première depuis sa création en septembre 2004.
En 2018, il participe à la création du site littéraire Ernest Mag.

## Publications
- Au secours je vais être papa (édition TF1 vidéo)
- "Mad men : où sont les hommes" documentaire de 52 minutes diffusé le dimanche 4 avril 2010 sur Série club à 20h40